# الکس پاندیان
الکس پاندیان (به تامیلی: Alex Pandian) فیلمی محصول سال ۲۰۱۳ و به کارگردانی سورج است. در این فیلم بازیگرانی همچون کارتی، آنوشکا شتی، سانتانام، میلیند سمان، سومان، نیکیتا تاکرال، آکانکشا پوری و ندومودی ونو ایفای نقش کرده‌اند.